# Ascorhynchus minutus
Ascorhynchus minutus är en havsspindelart som beskrevs av Hoek, P.P.C. 1881. Ascorhynchus minutus ingår i släktet Ascorhynchus och familjen Ammotheidae. Inga underarter finns listade i Catalogue of Life.